# Psychotria nesophila
Psychotria nesophila är en måreväxtart som beskrevs av Ferdinand von Mueller. Psychotria nesophila ingår i släktet Psychotria och familjen måreväxter. Inga underarter finns listade i Catalogue of Life.